# Matsjtsjia
Matsjtsjia (Russisch: Маччия, Jakoets: Мааччыйа; Maätsjtsjyja) is een groot merengebied in de oeloes Megino-Kangalasski van de Russische autonome republiek Sacha (Jakoetië) gelegen op 3 kilometer van de plaats Nizjni Bestjach. Het gebied ligt op het grondgebied van het dorp Tekjoer en bestaat uit 7 grote meren, die elk enkele kilometers breed zijn. De meren worden door de lokale bevolking gebruikt voor recreatie.
De namen van de meren zijn Zapadnaja (westelijke) Matsjtsjia, Vostotsjnye (oostelijke) Matsjtsjia, Bolsjoj (grote) Matsjtsjia, Veliki (geweldige) Matsjtsjia, Zjemtsjoezijna (Parel van de) Matsjtsjia, Okoenevka Matsjtsjia, Matsjtsjia Severnaja (noordelijke).